# 荒漠锦鸡儿
荒漠锦鸡儿（学名：Caragana roborovskyi Kom.）是一种豆科植物。这种植物分布于中国的新疆、青海、甘肃、宁夏及内蒙古。